# 小林直
小林 直（こばやし なお、1月23日 - ）は東京都生まれ、北海道育ちのシンガーソングライターである。水瓶座、血液型A型。

## 人物
高校卒業後に東京の音楽学校に入学。学校の発表会にて、透明感溢れる声と、まるで映画のワンシーンの様に聴く人の心を打つ詩の世界で絶賛され、プロデューサー：天野滋（NSP）にスカウトされる。2000年にフォーライフレコードより「たくさんのキス」でデビュー。
1stアルバム「ネイビー」、他マキシシングル5枚をリリース。
同時期にFM神戸とFM長崎にて1年間番組を担当し、ラジオパーソナリティを経験。
2003年、より自分らしい音楽を求めて活動の場をインディーズに移し、Clip recordsよりミニアルバム「drop of water」をリリース。
2004年、日本コロムビアのコンピレーションアルバム「nonohana」に、イルカや加藤いずみらと共に参加。
現在は下北沢などのライブハウスやカフェにてライブ活動中。

## ディスコグラフィー

### シングル
- たくさんのキス（2000/5/24発売）
- 涙の温度（2000/9/20発売）
- 泣けるカラダ（2001/1/24発売）
- アサガオ（2001/7/4発売）
- あたしのかけら／ザ・ラブソング（2001/10/24発売）

### アルバム
- ネイビー（2001/2/21発売）